# 东铺头街道
东铺头街道，是中华人民共和国福建省漳州市芗城区下辖的一个乡镇级行政单位。

## 行政区划
东铺头街道下辖以下地区：
金宝社区、师院社区、东铺头社区、新华社区、龙江社区、县后社区、北桥社区、加禾社区、南台社区、水仙花社区、南昌社区、西街社区、瑞园社区和瑞京村。